# دمونته
دمونته (به ایتالیایی: Demonte) یک کومونه در ایتالیا است که در استان کونیو واقع شده‌است.

## خصوصیات
دمونته ۱۲۷٫۶ کیلومترمربع مساحت و ۲٬۰۴۲ نفر جمعیت دارد و ۷۸۰ متر بالاتر از سطح دریا واقع شده‌است.